# Roscoea alpina
Roscoea alpina là một loài thực vật có hoa trong họ Gừng. Loài này được John Forbes Royle miêu tả khoa học đầu tiên năm 1839.

## Phân bố và môi trường sống
Rừng lá kim; ở cao độ 3.000-3.600 m. Có ở miền bắc Ấn Độ (Kashmir, Sikkim), Bhutan, Myanmar, Nepal, miền bắc Pakistan, Trung Quốc (Tây Tạng). Tên gọi thông thường trong tiếng Trung là 高山象牙参 (cao sơn tượng nha sâm), nghĩa đen là sâm răng voi núi cao.

## Hình ảnh

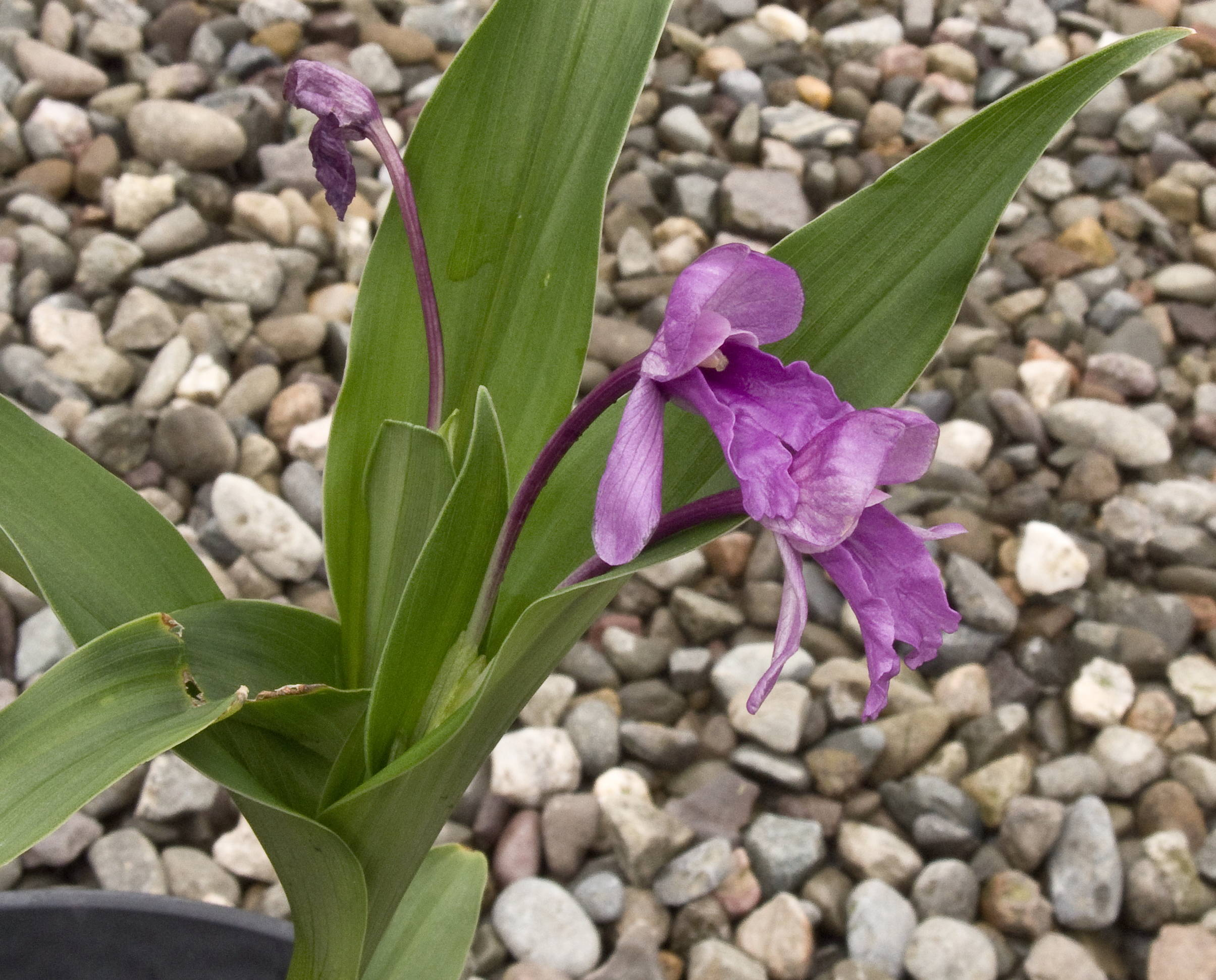
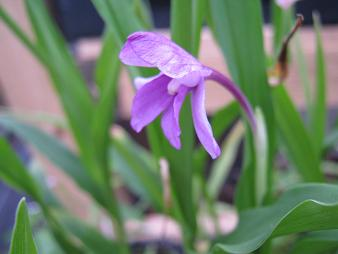
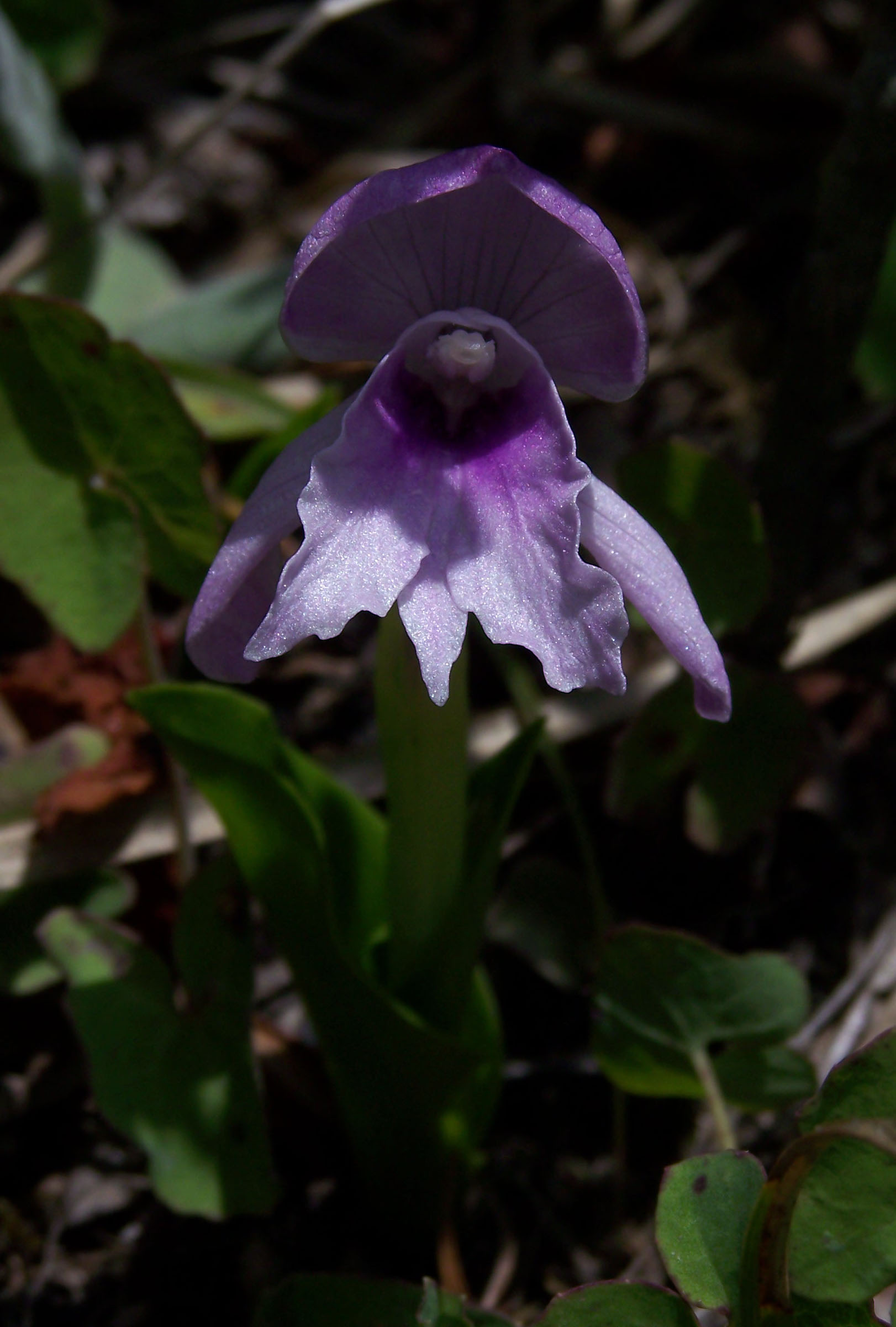

## Mô tả
Cây cao 10–20 cm. Lá không phiến lá 2 hoặc 3. Lá thông thường 2 hoặc 3; lưỡi bẹ ~0,5 mm; phiến lá hình mũi mác-thuôn dài hoặc hình mũi mác-thẳng, 3-12 × 1,2–2 cm, nhẵn nhụi, đáy thuôn tròn, đỉnh nhọn. Cụm hoa có cuống được bẹ lá bao quanh; lá bắc 3–10 mm. Hoa màu tía hoặc tím hoa cà, nở từng bông một. Đài hoa 4–5 cm, đỉnh 2 răng. Ống tràng thò ra từ đài hoa, dài, thanh mảnh; thùy trung tâm thẳng đứng, hình tròn, đường kính ~1,5 cm, đỉnh nhọn đột ngột; các thùy bên uốn ngược, thẳng-thuôn dài. Các nhị lép bên mọc thẳng, tương tự như các thùy tràng hoa nhưng ngắn hơn. Cánh môi không uốn ngược, hình nêm-trứng ngược, ~1,5 cm, đỉnh 2 thùy. Bao phấn màu trắng đến màu kem, các ngăn 5–6 mm; cựa liên kết 1,5–2 mm. Quả nang 2,5-3,5 cm. Hạt gần hình hộp vuông, hơi thắt lại ở gần giữa. Ra hoa tháng 5-8.